# Furubira
Furubira (古平町?) è una cittadina giapponese della prefettura di Hokkaidō.